# ヴァスィーリ・ホーホリ

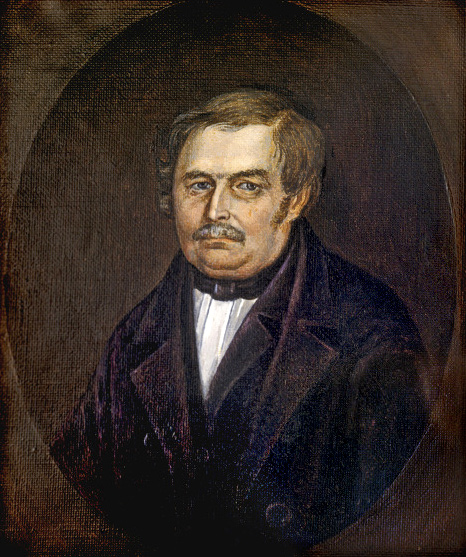
ヴァスィーリ・ホーホリ

ヴァスィーリ・ホーホリ、ヴァスィーリ・パナソヴィチ・ホーホリ＝ヤノーウシクィイ、ワシーリー・ゴーゴリ・ヤノフスキー（英語: Vasyl Panasovych Hohol-Yanovsky、ロシア語: Василий Афанасьевич Гоголь-Яновский、ウクライナ語: Василь Панасович Гоголь-Яновський：1777年 - 1825年4月11日）は、ロシアのアマチュア劇作家。
ニコライ・ゴーゴリの父。自身の作品が演劇公演者のドミトリー・トロシチンスキーによって公演され有名になった。

## 概要
オパナス・デミアーノヴィチ・ゴーゴリ＝ヤノフスキーとタチアナ・セミニヴナ・リゾハブの息子として小ロシア県で生まれる。
1825年頃から趣味として劇作を書くようになる。
ウクライナの文化と民間伝承に基づいて作られたウクライナ語の演劇が2篇現存している。